# Mesocricetus raddei
Mesocricetus raddei é uma espécie de roedor da família Cricetidae.
Apenas pode ser encontrada na Rússia.